# Fortis Bank Nederland (Holding)
Die Fortis Bank Nederland (Holding) NV (FBNH) war eine niederländische Bankgruppe mit Sitz in Amsterdam. Sie ging im Oktober 2008 aus der Abspaltung und Verstaatlichung des niederländischen Teils, einschließlich der Anteile an der ABN AMRO Holding NV und dem Versicherungsgeschäft in den Niederlanden, der ehemaligen Fortis-Gruppe hervor.
Am 1. Juli 2010 erfolgte der juristische Abschluss der Fusion der ABN Amro mit der Fortis Bank Nederland. Im Rahmen dieses Prozesses wurde die Fortis Bank Nederland vollständig auf die ABN Amro verschmolzen.
Künftig werden sämtliche Geschäftsstellen unter dem Namen ABN Amro Bank geführt.
Die wichtigsten Aktivitäten der Fortis Bank Nederland umfassten das Retailgeschäft, das Private Banking sowie das Unternehmenskundengeschäft und das Merchant Banking. Per Anfang 2008 beschäftigte die Fortis Bank Nederland rund 9.800 Mitarbeiter und hatte eine Bilanzsumme von 270 Milliarden Euro. Im Retail Banking verfügte die Bank über 2,1 Millionen Privatkunden sowie über mehr als 50.000 KMU-Kunden. Das Filialnetz umfasste 160 Standorte in den Niederlanden.
Durch den Zusammenschluss der Fortis Bank Nederland und der niederländischen Sparte der ABN AMRO Bank müssten ca. 4.000 bis 5.000 Stellen abgebaut werden. Dadurch sollen Einsparungen von 1,0 bis 1,3 Mrd. Euro erwirtschaftet werden.

## Geschichte
Im Rahmen der Finanzkrise ist die Fortis Holding ab Mitte September 2008 in eine massive Finanzkrise geraten. Am 4. Oktober 2008 wurde der niederländische Teil der Fortis-Gruppe (ABN AMRO, Fortis Bank Nederland Holding NV, Fortis Insurance Netherlands NV) durch die Niederlande für 16,8 Milliarden Euro zu 100 Prozent übernommen.
Die niederländische Regierung möchte das niederländische Privatkundengeschäft und die Vermögensverwaltung der aufgeteilten ABN AMRO Bank NV mit einbringen. Für diesen Bereich der ABN AMRO Bank hat der niederländische Staat 6,5 Milliarden Euro und damit offenbar mehr als den Marktwert gezahlt. Daher hat die EU-Wettbewerbsbehörde Anfang April 2009 ein Prüfungsverfahren eingeleitet.
Im Vorstand sind Jan van Rutte, Frans van der Horst, Jeanine Helthuis, Frans Demmenie und Jeroen Dijst.
Mitte Februar 2009 wurde ein Transition-Team gebildet, das die ABN AMRO Nederland und die Fortis Bank Nederland zusammen führen soll. Präsident ist Gerrit Zalm (ehemaliger Finanzminister), Vize-Präsident ist Jan van Rutte.
Der niederländische Staat will eine Kompensationssumme von 362,5 Mio. Euro von der Fortis Holding für die Aktionäre der Fortis Bank Nederland einklagen.
Die Bank hat am 2. Juli 2009 eine Kreditfazilität über 34 Mrd. Euro, die im Oktober 2008 aufgenommen worden war, an den niederländischen Staat zurückgezahlt. Es besteht noch eine restliche Kreditfazilität von 32,8 Mrd. Euro gegenüber dem niederländischen Staat.
Laut einer Recherche von Le Soir wusste die Geschäftsleitung noch vor dem Kauf der ABN Amro Bank, dass sie im Zuge der Subprime-Krise von einem Verlust von 400 Millionen Euro bedroht und einem Ausfallrisiko von mehreren Milliarden ausgesetzt war. Um das Kaufprojekt nicht zu gefährden, habe sie den zuständigen Risikoausschuss darüber pflichtwidrig nicht informiert.

## Geschäftsdaten 2008
Die Fortis Bank Nederland NV hat im Geschäftsjahr 2008 einen Verlust von 18,5 Milliarden Euro gemacht (Gewinn 2007 von 1,3 Mrd. Euro). Dieser ergibt sich insbesondere aus erheblichen Wertberichtigungen aus der Übernahme der ABN AMRO Bank von 17,75 Milliarden Euro. Im Zusammenhang mit der Bernard L. Madoff Betrugsaffäre ergeben sich weitere Verluste 2008 von 922 Millionen Euro. Im operativen Geschäft seien im Jahre 2008 noch 604 Mio. Euro Gewinn eingefahren worden.
Die Bank hat am 7. April 2009 bekannt gegeben, eine 3-jährige Staatsanleihe über 5 Mrd. Euro erhalten zu haben.
Ende September 2009 erklärten die Niederlande, einen Anteil der Fortis Bank an die BNP Paribas verkaufen zu wollen.

## Tochtergesellschaften
- Fortis Hypotheek Bank N.V.
- Fortis Groenbank B.V.
- Direktbank N.V.
- Fortis MeesPierson – Privatbank

sowie aus der ABN AMRO
- ABN AMRO Nederland
- ABN AMRO Private Banking Amsterdam
- ABN AMRO Markets
- Hollandsche Bank-Unie (HBU) (Übernahme durch die Deutsche Bank)
- ABN AMRO Hypothekengroep
- Amstel Lease
- International Diamond and Jewelry Group (ID&JG)

Fortis Commercial Finance (FCF), mit Sitz in ’s-Hertogenbosch ist in 20 Ländern weltweit aktiv und hat ca. 700 Beschäftigte. FCF ist das viertgrößte Factoring-Unternehmen weltweit.
Fortis Intertrust als ehemalige Tochter von MeesPierson (1997 von Fortis übernommen und 2006 in Fortis Intertrust umbenannt) gehört auch zur Fortis Bank Nederland.
Finodis, ein Dienstleister für die Auslagerung von Financial Backoffice Dienstleistungen, gehört ebenfalls zur Fortis Bank Nederland.